# Augustus Volney Waller
Augustus Volney Waller (Faversham, 21 dicembre 1816 – Ginevra, 18 settembre 1870) è stato un medico, fisiologo, e istologo britannico.

## Biografia
Nacque a Elverton Farm, un villaggio del Kent nei pressi di Faversham, ma trascorse la giovinezza a Nizza. Rimasto orfano di padre nel 1830, fu adottato da William Lambe, un medico inglese. Ritornò in Francia per gli studi universitari e nel 1840 si laureò in medicina alla Sorbona, sotto la guida del microscopista Alfred Donné, con una tesi sperimentale sulle emazie.
Nel 1842 si recò a Londra dove si sposò e per circa un decennio svolse ricerche su preparati animali. Si ritiene che l'attività di ricerca fosse autofinanziata con i proventi della professione medica. La qualità delle sue ricerche fece sì che nel 1851 fosse accolto nella Royal Society a soli 35 anni di età. Nel 1851 si recò a Bonn chiamato dall'oculista Joseph Ludwig Budge per lo studio sul controllo del diametro pupillare. È questo il solo periodo della sua vita in cui svolse l'attività di ricerca a tempo pieno. A Bonn continuò gli studi sul Sistema nervoso autonomo e riprodusse la genesi della Sindrome di Horner nell'animale.
Nel 1856, su invito di Marie Jean Pierre Flourens, si trasferì a Parigi. Qui, nello stesso anno, nacque il figlio Augustus Desiré, che seguirà più tardi le orme paterne. Poco dopo, tuttavia, Augustus Volney divenne cardiopatico, probabilmente a causa di una malattia reumatica. Nel 1858 ottenne la cattedra di Fisiologia al Queen's College di Birmingham. Le cattive condizioni di salute lo spinsero a tornare sul continente. Morì a Ginevra nel 1870, dove si era trasferito per svolgere la professione medica.

## Opere

### Ricerca
Il figlio Augustus Desiré, nella dedica di un suo manuale di fisiologia alla memoria paterna, riassunse l'attività del padre in cinque filoni principali:
- migrazione dei leucociti e dei globuli rossi: sono gli studi iniziati a Parigi, per la tesi di laurea, e portati avanti a Londra attorno al 1846[2]
- degeneratione delle fibre nervose: la più nota delle ricerche di Waller si svolse attorno al 1850 su preparati di lingua di rana: la sezione di un nervo comportava la degenerazione del segmento distale[3]. La lesione, da Waller, è chiamata "Degenerazione walleriana"
- esame della regione ciliospinale: si tratta delle ricerche svolte nel quinquennio 1851-1856 a Bonn con Budge[4]
- azioni vasocostrittrici del simpatico[5]

### Scritti
- Microscopical examination of some of the principal tissues of the animal frame as observed in the tongue of the living frog. Philosophical Magazine 1846, 29: 271.
- Microscopic Observations on the Perforation of the Capillaries by the Corpuscles of the Blood and on the origin of mucus and pus globules. Philosophical Magazine, November, 1846, 29: 397-405.
- Microscopic investigations of hail. Philosophical Magazine, July and August 1846, March 1847.
- On the compression of the carotids - its effects upon headache, epilepsy, hysteria etc. Journal of Psychological Medicine and Mental Pathology, London, 1848, 1: 626-634.
- Experiments on the section of the glossopharyngeal and hypoglossal nerves of the frog, and observations of the alterations produced thereby in the structure of their primitive fibres. Philosophical Transactions of the Royal Society of London, 1850; 140: 423-429.
- Nouvelle méthode pour l'étude du système nerveux, applicable à l'investigation de la distribution anatomique des cordons nerveux, et au diagnostique des maladies du système nerveux, pendant la vie et après la mort. Comptes rendus hebdomadaires des séances de l'Académie des Sciences, Paris, 1851, 33: 606-611.
- Recherches sur le système nerveux. Première partie. Action de la partie cervicale du nerf grand sympathique et d'une portion de la moëlle épinière sur la dilatation de la pupille. Zus mit J. L. Budge. Comptes rendus hebdomadaires des séances de l'Académie des Sciences, Paris, 1851, 33: 370-374.
- Observations sur les effets de la section des racines spinales et du nerf pneumogastrique au dessus de son ganglion inférieur chez les mammiferes. Comptes rendus hebdomadaires des séances de l'Académie des Sciences, Paris, 1852, 34: 582-587.
- Nouvelles recherches sur la régéneration des fibres nerveuses. Comptes rendus hebdomadaires des séances de l'Académie des Sciences, Paris, 1852, 34: 675-679.
- Recherches expérimentales sur la structure et les fonctions des ganglions. Comptes rendus hebdomadaires des séances de l'Académie des Sciences, Paris, 1852, 34: 524-527.
- Nouvelle méthode anatomique pour l'Investigation du Système nerveux. Bonn, 1852.
- Septième mémoire sur le système nerveux. Comptes rendus hebdomadaires des séances de l'Académie des Sciences, Paris, 1852, 35: 301-306.
- Huitième mémoire sur la système nerveux. Comptes rendus hebdomadaires des séances de l'Académie des Sciences, Paris, 1852, 35: 561-564.
- Sur l'influence du grand sympathique sur la circulation. Comptes rendus hebdomadaires des séances de l'Académie des Sciences, 1853, 36: 378-382.
- Account of experiments on the vagus and spinal accessory nerves. Proceedings of the Royal Society of London, 1856, 8: 69-72.
- The Nutrition and Reparation of Nerves. London, Read, 1861.
- On the Results of the Method Introduced by the Author of Investigating the Nervous system. More Especially as Applied to the Elucidation of the Function of the Pneumogastric and Sympathetic Nerves. Croonian lecture. Proceedings of the Royal Society of London, 1869-1870; 18: 339-343.
- On the effects of compression of the vagus nerve in the cure or the relief of various nervous affections. The Practitioner, London, 1870, 4: 193-206.
- On the compression of the vagus nerve considered as a means of producing asthenia or anaesthesia in surgical operations. The Practitioner, London, 1870, 5: 321-326.